# Bjørn Andersen (tv-journalist)
 For alternative betydninger, se Bjørn Andersen. (Se også artikler, som begynder med Bjørn Andersen)
Bjørn Andersen, cand. mag. (18. oktober 1937) er en forhenv. dansk videnskabsjournalist og tv-vært på DR, desuden forfatter og underviser på Københavns Universitet. Han startede som journalist ved Lolland-Falsters Folketidende, blev siden ansat på DR ved Radioavisen og fik senere videnskaben som sit speciale på både radio og tv. Han blev kendt for tv-programmet Næste uges TV, en tidligere udsendelse med smagsprøver fra den kommende uges tv på Danmarks Radio. Her var han studievært på skift med kollegerne Bent Bertramsen og Anne Jerichow. Programmet udviklede sig senere til et egentligt talkshow med gæster.
Bjørn Andersen var gennem en årrække leder af et formidlingsprojekt for Planlægningsrådet for Forskning og etablerede tidsskriftet Forskningen og Samfundet, hvor han også fungerede som redaktør. Hans passion var at formidle forskning og videnskab for den brede offentlighed, men han var også på flere måder engageret i kulturelle udfordringer og skabte bl.a. en stor og succesfuld filmserie om fremmedarbejderen Mustafa fra Tyrkiet, lige som han producerede en omfattende radio/TV-serie om den eskimoisk-grønlandske kultur.
Blandt hans bøger kan nævnes "Kibbutz" (1965) om de israelske kollektiver, oversat til en række sprog - "Det nye Verdensbillede" (1971) om astrofysik, der er blevet fremhævet som et mønster på formidling af vanskeligt tilgængeligt videnskabeligt stof - og "Høflighed uden grænser" (2012). Sidstnævnte er en popularisering af Bjørn Andersens roste sociolingvistiske afhandling på Københavns Universitet (www.bjornandersen.dk), den første og eneste videnskabelige undersøgelse af danskernes strid om brugen af tiltalepronominerne du og De og dermed et fremtrædende studium af et væsentligt kapitel i den danske sproghistorie.
Bjørn Andersen har altid blandet sig i samfundsdiskussionen.[kilde mangler] Som debattør vil han også blive husket for sin omfattende kritik af mediernes behandling af Israel, som han syntes var ensidig og dermed skadelig for fredsbestræbelserne. Foruden utallige avisindlæg og flere bidrag til bøger om emnet holdt han foredrag overalt i landet, ligesom han var rejseleder i Israel.[kilde mangler] I en årrække var han redaktør af det kulturpoliske tidsskrift "Israel". I 1987 blev han på foranledning af en kreds af jødiske og ikke-jødiske danskere indskrevet i Den Gyldne Bog i Jerusalem.[kilde mangler]